# 上目黑
上目黑（日语：／ Kami-meguro */?）是東京都目黑區的地名。設置上目黑一丁目至上目黑五丁目。郵遞區號為153-0051。2013年（平成25年）7月1日為止的人口有17,773人。

## 地理
位於目黑區北部。北鄰目黑區青葉台、東山，東接澀谷區猿樂町，南連目黑區中目黑、祐天寺、五本木，西通世田谷區池尻、下馬。東部有南北向的山手通通過，南部有駒澤通通拓，西部有野澤通通拓。目黑川流經地域東部。
東部的上目黑三丁目設置東急東橫線、地下鐵日比谷線中目黑站，車站周邊為商業區。目黑區役所在2003年遷移至上目黑二丁目。其他地區以住宅區為主。

## 歷史
古時為上目黑村。1922年（大正11年）為目黑町大字上目黑。1932年（昭和7年）為目黑區上目黑一～四、六丁目。1969年（昭和44年）實施新住居表示，重編為現行的上目黑。

### 地名由來
地名來自於舊荏原郡上目黑村。

## 交通
東部有東急東橫線、地下鐵日比谷線中目黑站。中目黑站是東橫線的特急停車站，也是日比谷線的始發站。町域西部可利用相鄰的祐天寺站。

## 設施

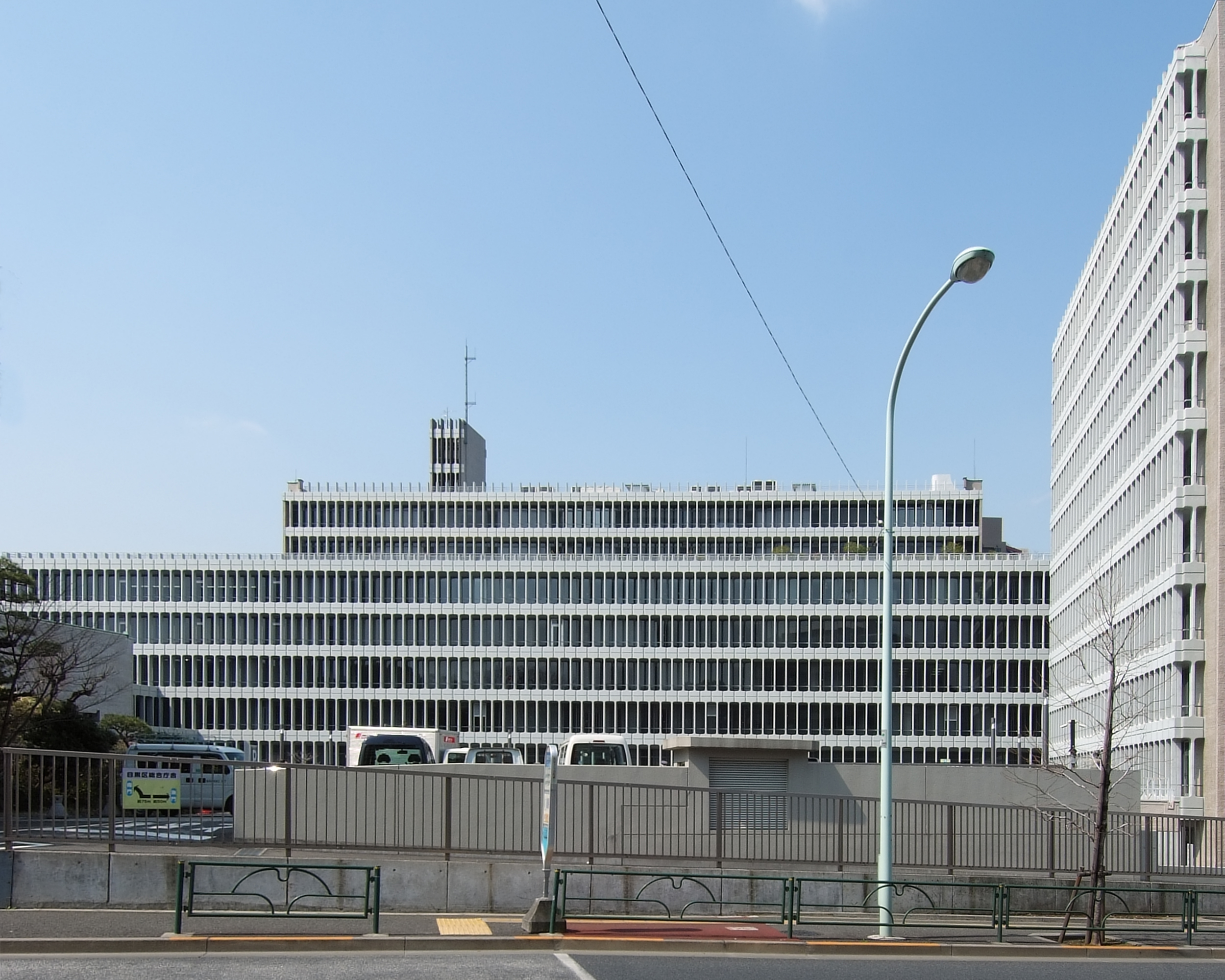
目黑區役所

- 中目黑Gate Town（中目黑GT）　-　上目黑2丁目地區再開發事業
- Nakamearukas（中目黑Atlas Tower） -　上目黑1丁目地區再開發事業
- 目黑區役所
- 目黑區立烏森小學校
- 目黑區立伊勢脇公園
- 東急Store本社、東急Store中目黑店、Precce中目黑店

## 備註
1. ↑  .   [2013-08-01]. （原始内容存档于2020-05-03）.